# خايمي سانشيز مونيوث
خايمي سانشيز مونيوث (بالإسبانية: Jaime Sánchez Muñoz)‏ هو لاعب كرة قدم إسباني في مركز الدفاع، ولد في 11 مارس 1995 في تشايكلانا دي لا فرونتيرا في إسبانيا. لعب مع ريال مدريد كاستيا.